# Isidor Niflot
Isidor Gadara "Jack" Niflot (Rusia, 16 de abril de 1881 - Long Eddy, Nueva York, 29 de mayo de 1950) fue un luchador estadounidense que tomó parte en los Juegos Olímpicos de San Luis 1904 y en los Juegos Intercalados de 1906.
En 1904 ganó la medalla de oro en la categoría del peso gallo, de 56,7 kg,al superar en la final a August Wester, mientras en 1906 quedó eliminado en cuartos de final en la categoría de peso ligero de lucha grecorromana. Además cuya asociación deportiva fue Pastime AC, Syracuse (USA).
Niflot más tarde se convirtió en un luchador profesional y cuando terminó su carrera deportiva, se mantuvo en la lucha libre, entrenó al Columbia, Princeton, y el New York Club Athletic y trabajó como árbitro de lucha libre.